# KTH:s Akademiska Kapell
KTH:s Akademiska Kapell (KTHAK) är en akademisk symfoniorkester på närmare 80 musiker vid Kungliga Tekniska Högskolan. 
Orkesterns huvuduppgift är att spela vid KTH:s högtidliga ceremonier såsom promotioner i konserthuset och diplomeringar i stadshuset, men har också en egen konsertserie med omväxlande program i vilket de spelar allt från opera till spelmusik på Stockholms stora scener såsom Musikaliska och Berwaldhallen. 
Inom KTHAK finns också två mindre ensembler, Videkvintetten och en Salongsorkester, som bland annat har regelbundna lunchkonserter på INDEK, Sing-Sing. Kapellet leds sedan 2019 av Director Musices, Mats Janhagen, som även arbetar som lektor i orkesterdirigering vid Kungliga Musikhögskolan. Orkestermedlemmarna är mestadels studenter och personal från KTH.